# Дейле
Дейле (нід. Dijle [ˈdɛilə]; фр. Dyle фр.: [dil]; валлон. Tîle) — річка у Бельгії, притока річки Рюпела. 
Тече по бельгійських провінціях Валлонський Брабант, Фламандський Брабант та Антверпен. Уливається до Рюпела, що й собі несе води до Шельди. 
Основні міста лежать на берегах Дейле: Вавр, Льовен та Мехелен.
| Бельгія | Це незавершена стаття з географії Бельгії. Ви можете допомогти проєкту, виправивши або дописавши її. |